# New Moon (1930)
New Moon is een Amerikaanse muziekfilm uit 1930 onder regie van Jack Conway. In Nederland werd de film destijds uitgebracht onder de titel Kozakkenliefde.

## Verhaal
Luitenant Michael Petroff heeft een romance met prinses Tanya Strogoff aan boord van een schip op de Kaspische Zee. Bij hun aankomst in de haven van Krasnov ontdekt Michael dat Tanya verloofd is met de oude gouverneur Boris Brusiloff. Als de gouverneur lucht krijgt van zijn rivaal, zendt hij hem weg naar Fort Darvaz.

## Rolverdeling
| Acteur           | Personage                  |
| ---------------- | -------------------------- |
| Lawrence Tibbett | Luitenant Michael Petroff  |
| Grace Moore      | Prinses Tanya Strogoff     |
| Adolphe Menjou   | Gouverneur Boris Brusiloff |
| Roland Young     | Graaf Strogoff             |
| Gus Shy          | Potkin                     |
| Emily Fitzroy    | Gravin Anastasia Strogoff  |